# Kościół św. Wojciecha w Niemczy
Kościół świętego Wojciecha – rzymskokatolicki kościół cmentarny należący do parafii Niepokalanego Poczęcia Najświętszej Maryi Panny w Niemczy.
Budowa świątyni została rozpoczęta w 1612 roku, w czasie panowania księcia brzeskiego Jerzego. Była to prosta jednonawowa budowla z pokaźną sygnaturką i nosiła wezwanie świętego Jerzego. W 1697 roku świątynia została odebrana protestantom, ale już w 1707 roku ponownie do nich wróciła. W 1769 roku kościół został przebudowany i przeprowadzono renowację ołtarza, natomiast w 1772 roku budowla wzbogaciła się o nowy dzwon.
W 1887 roku została podjęta decyzja o remoncie kościoła z powodu jego złego stanu technicznego, a w kwietniu 1888 roku zostały rozpoczęte prace prowadzone przez firmę Bernhardt i Plumecke z Niemczy. Została wtedy wymieniona więźba dachowa i strop oraz zbudowano nową emporę muzyczną. Zostały także rozebrane zakrystie od strony północnej, nie naruszone zostało tylko sklepienie nieużytkowanej krypty. Podczas remontu została zbudowana także nowa drewniana sygnaturka nakryta ażurowym hełmem wieloprześwitowym i oblicowano obramienia okienne glazurowaną cegłą. W 1937 i 1944 roku kościół miał otrzymać witraże wykonane przez znaną śląską firmę Seiler. Po 1945 roku kościół odzyskał pierwotne wezwanie św. Wojciecha.